# Hans Wolf von Schönberg (Landeshauptmann)
Hans Wolf von Schönberg (* 3. März 1587; † 28. Juni 1645 in Pirna) war Landeshauptmann der Oberlausitz.

## Leben
Hans Wolf von Schönberg entstammte dem sächsischen Adelsgeschlecht derer von Schönberg und war der Sohn von Heinrich von Schönberg (1542–1611) auf  und Anna geborene von Theler aus den Hause Höckendorf.
Nach seinem Tod erschien die gehaltene Leichenpredigt bei der sächsischen Hofbuchdruckerei Gimels Erben.